# River Gee (condado)
River Gee é um dos 15 condados da Libéria. Sua capital é a cidade de Fish Town.

## Distritos
River Gee está dividido em 10 distritos (populações em 2008 entre parênteses):
- Chedepo (11.166)
- Gbeapo (10.719)
- Glaro (5.044)
- Karforh (6.971)
- Nanee (5.886)
- Nyenawliken (5.098)
- Potupo (6.493)
- Sarbo (5.159)
- Tuobo (5.051)
- Nyenebo (5.731)